# Entephria nethlandicaria
Entephria nethlandicaria är en fjärilsart som beskrevs av Bang-haas 1910. Entephria nethlandicaria ingår i släktet Entephria och familjen mätare. Inga underarter finns listade i Catalogue of Life.